# Jungnationaler Bund
Der Jungnationale Bund (Junabu) war während der Weimarer Republik ein Verband innerhalb der Bündischen Jugend. Der Bund wurde 1921 als Abspaltung vom rechtskonservativen und monarchistischen Deutschnationalen Jugendbund (DNJ) gegründet. Der Junabu verstand sich als „Erziehungsbund“ zur politischen Erneuerung und lehnte die parlamentarische Demokratie ab. Nachdem sich bereits 1924 ein kleiner Flügel des Junabu als Jungnationaler Bund – Deutsche Jungenschaft abgespalten hatte, vereinigte sich der verbliebene Junabu – Bund deutscher Jugend mit dem Großdeutschen Jugendbund zur Freischar junger Nation, während der Junabu – Deutsche Jungenschaft seit 1933 wieder als Junabu firmierte. Angehörige dieses Bundes leisteten Widerstand gegen den Nationalsozialismus und wurden 1937 in einem aufsehenerregenden Prozess in Essen vor Gericht gestellt.

## Abspaltung des Jungnationalen Bundes vom Deutschnationalen Jugendbund 1921
Der DNJ war seinerzeit absichtlich nicht nach dem Vorbild der Bünde der Jugendbewegung organisiert worden, sondern sollte vornehmlich der Wehrertüchtigung dienen. Der Bund hatte zu Beginn der 1920er Jahre ca. 35.000 Mitglieder und wurde von bürgerlichen Honoratioren und ehemaligen Offizieren hierarchisch geführt. Einige Mitglieder des DNJ orientierten sich anders. Teils waren sie bereits vom Wandervogel beeinflusst worden, teils gehörten sie dem Jungdeutschen Bund an bzw. standen dem Deutschnationalen Handlungsgehilfen-Verband (DHV) nahe. Wirkmächtig war auch der völkisch-nationale Neufichteanismus der Fichte-Gesellschaft von 1914 um Wilhelm Stapel und Hans Gerber. Anfang Oktober 1920 legten Alfred Diller (DHV) und Heinz Rocholl auf dem 2. Bundestag des DNJ ein entsprechendes neues Programm vor. Unter der Maßgabe, dass Jugend „konservativ und revolutionär zugleich“ sei, prägten sie dafür den Begriff „jungnational“.
Die Spannungen kulminierten auf dem 3. Bundestag des DNJ in Nürnberg am 8. August 1921. Vor allem die nordwestdeutschen Landesverbände betrieben eine Neuausrichtung. Dem Aufruf des Hamburgers Heinz Dähnhardt folgend, gründete sich der Jungnationale Bund. Zugleich lösten sich auch die Jungdeutschen Landfahrer unter Edmund Neuendorff aus dem DNJ, von denen sich Teile später dem Junabu anschließen sollten. Zunächst unter der Führung von Admiral Reinhard Scheer schlossen sich dem Junabu bis 1923 250 Gruppen an. Die Zahl der Mitglieder im Alter von 12 bis 25 Jahren wird auf 7.000 geschätzt. Auf dem ersten Bundeskapitel im Juni 1922 wurde Heinz Dähnhardt zum Bundesführer bestimmt.
Im Bund waren Jungen und Mädchen organisiert. Das Frauenbild des Junabu war im Hinblick auf die politische Ausrichtung ambivalent. Ziel der Mädchen sollte „die künftige Frau und Mutter“ sein. Während die Politik den Männern vorbehalten bleiben sollte, wurde als Aufgabe der Frau die „nationale Bildung“ ausgegeben, unter der „das Ergreifen und Begreifen unseres nationalen Schicksals“ verstanden wurde.
Als Zeichen des Bundes wählte man die Wolfsangel, als Farben der „Schnur“, die als Erkennungszeichen zum blaugrauen Fahrtenhemd getragen werden sollte, blau und silber. Die Bundeszeitschrift war Der Bannerträger.

## Die Spaltung des Jungnationalen Bundes 1923
Auf der an Ostern 1923 in Marburg abgehaltenen Führertagung übergab Dähnhardt die Bundesführung an den nationalrevolutionären Hans Ebeling, der eine neue Bundesleitung berief. Der aus Krefeld stammende Ebeling nahm die Ruhrbesetzung zum Anlass, die Beteiligung des Junabu am aktiven Widerstand gegen die französische Besatzung zu forcieren, mit dem Ziel, den als „Knechtschaft“ empfundenen Friedensvertrag von Versailles zu revidieren. Er arbeitete darauf hin, den Junabu zu einem „Jungenbund“ umzuformen, der als Vorstufe zur wehrfähigen „Mannschaft“ fungieren würde. Ebeling erhielt für sein Vorhaben Unterstützung aus allen Teilen des Junabu; es formierte sich aber auch eine starke Opposition vor allem Hamburger Bündler im Junabu. Diese Opposition setzte auf „innere Erneuerung“ statt auf gewaltsamen Widerstand und Sabotage.
Die bereits auf dem Marburger Bundestag im Mai 1923 deutlich zu Tage tretende Entfremdung manifestierte sich im August 1923, als Ebeling auf der Führertagung in Plauen die Bundesleitung erneut umbesetzen wollte. Eine Minderheit unter Kurt Niemann (1901–?) verweigerte dieser neuen Leitung die Anerkennung. Ebeling legte daraufhin am 21. Dezember 1923 die Bundesführung nieder und wandelte den von ihm geleiteten Gau Westmark in einen reinen Jungenbund um. Die Opposition erklärte dagegen am 7. April 1924, dass sie an dem Charakter des Gemeinschaftsbundes von Jungen und Mädchen festhalten wolle. Dähnhardt wurde als interimistischer Bundesführer gewählt und ein neuer Bundestag für Pfingsten 1924 nach Goslar einberufen. Die alte Bundesleitung um Ebeling setzte für diesen Zeitpunkt ein Zeltlager an. Auf diese Weise wurde die Spaltung des Junabu in einen Junabu – Bund deutscher Jugend und einen JuNaBu – Deutsche Jungenschaft offiziell. Ebeling übernahm auch die Bundeszeitschrift Der Bannerträger als Blatt der Jungenschaft, während der Junabu die Zeitschriften Das Banner, Wehrwolf, Mädel im Bunde und Jungnationale Stimmen herausgab.

## Der Jungnationale Bund – Bund deutscher Jugend (1924–1930)
Dähnhardt übergab die Bundesleitung des Junabu – Bund deutscher Jugend Anfang 1925 an den schlesischen Ingenieurstudenten Fritz Zühl. Unter seiner Führung wurden die ersten überbündischen Fahrten organisiert wie gemeinsam mit dem Nachfolgebund des DNJ, dem Großdeutschen Jugendbund (GDJ), und dem Deutschen Pfadfinderbund eine Fahrt nach Hohenstein in Ostpreußen. Diese Fahrten dienten nicht nur der Durchsetzung bündischer Lebensform und der Anbahnung eines möglichen Großbundes, sondern setzten auch ein politisches Zeichen für einen deutschen Anspruch auf das sogenannte Ostland und gegen die Regelungen des Friedensvertrages von Versailles, insbesondere gegen den polnischen Korridor. Zudem legte der Junabu – Bund deutscher Jugend besonderen Wert auf Nachwuchsarbeit und gründete neben Pimpfen- und Wölflings- auch Küken- und Jungmädelgruppen.
Der Junabu förderte Auslandsfahrten, insbesondere in Grenzgebiete und Gebiete mit Siedlungen sogenannter „Volksdeutscher“, und bildete dazu ein „Grenz- und Auslandsamt“. Besonders enge Kontakte bestanden in das Sudetengebiet. 1926 schloss sich der sudetendeutsche Jungvölkische Bund, dem etwa Josef Mühlberger und Wilhelm Pleyer angehörten, als eigenständiger Gau dem Junabu an.
Im März 1926 übergab Zühl krankheitsbedingt die Bundesleitung an den Geologen Karl Rode. Dieser berief den Theologie- und Geschichtsstudenten Paul Hövel zum Bundeskanzler und Berthaluise von Müller zur Bundesmädelführerin. Bereits ein Jahr später wurde Hermann Schwemer Bundesführer. Schwemer begann Verhandlungen über die Bildung eines Großbundes vor allem mit dem GDJ. Aber erst unter dem 1928 ernannten Bundesführer Walther Kayser, der sich dem GDJ besonders verbunden fühlte, kamen die Verhandlungen entscheidend voran. Bereits 1929 hatte sich der Deutschwandervogel dem JuNaBu – Bund deutscher Jugend angeschlossen.
Der GDJ hatte sich inzwischen am 4. Mai 1930 mit der Deutschen Freischar unter dem Namen Deutsche Freischar und unter der Führung Admiral Adolf von Trothas vereinigt. Auch der Junabu – Bund deutscher Jugend unter Hövel, seit 1929 neuer Bundesführer, schloss sich am 18. Juni der neuen Deutschen Freischar an. Aber auf Grund vielfältiger inhaltlicher, nicht zuletzt politischer Differenzen löste die alte Deutsche Freischar diese Verbindung schon nach wenigen Monaten. GDJ und JuNaBu – Bund deutscher Jugend bildeten daraufhin am 2. Oktober 1930 die Freischar junger Nation. Trotha übernahm die Bundesführung, Hövel die Kanzlerschaft und von Müller die gemeinsame Mädchenorganisation. Das 1926 begründete Verbandsorgan des Junabu – Bund deutscher Jugend für die Älteren, die Jungnationalen Stimmen, wurde unter gleichem Namen fortgeführt.

## Der Jungnationale Bund – Deutsche Jungenschaft
Hans Ebeling führte in der Zwischenzeit seinen Junabu – Deutsche Jungenschaft weiter. Dieser Bund beschränkte sich fast ausschließlich auf den früheren Gau Westmark und hatte ca. 300 Mitglieder. Ebeling arbeitete vor allem publizistisch und gab von Dezember 1929 bis Januar 1933 die Zeitschrift Der Vorkämpfer mit strikt sozial- bzw. nationalrevolutionärer Haltung heraus. Er wandte sich vor allem gegen den Westen und das, was er als „Eingliederung Deutschlands in den Westen“ empfand. Im Herbst 1928 gab er gemeinsam mit der Freischar Schill unter Werner Lass eine entsprechende jungnationale Erklärung als „Kampfansage“ ab. Der Jugendbewegung warf Ebeling vor, Reaktion geworden zu sein, während die deutsche Jugend sich nur für die deutsche Revolution entscheiden könne.
Während die Freischar junger Nation 1933 noch in den am 17. Juni 1933 aufgelösten Großdeutschen Bund überführt wurde, nahm Ebeling für seinen in Krefeld ansässigen Bund Pfingsten 1932 wieder den einfachen Namen Jungnationaler Bund in Anspruch. Anfang 1934 löste sich dieser Bund selbst auf. Ebeling ging im August 1934 ins Exil und organisierte gemeinsam mit dem aus der kirchlichen Jugendbewegung stammenden Theo Hespers in den Niederlanden den Widerstand einiger inzwischen illegalen bündischen Gruppen.
Bereits im Herbst 1935 verhaftete die Geheime Staatspolizei 30 bis 40 Angehörige des Junabu. Im Juni 1937 wurde zwölf Führern des Bundes vor dem Volksgerichtshof Essen der Prozess gemacht. Dieser sogenannte „Junabu-Prozeß“ hatte allerdings nicht die gewünschte abschreckende Wirkung auf die illegalen bündischen Gruppen, weil die Angeklagten die Gelegenheit nutzten, um offensiv den Staat zu attackieren. Einer der Angeklagten, Karl Wegerhoff, starb unter ungeklärten Umständen, angeblich durch Selbstmord in Untersuchungshaft. Der Prozess endete mit der Verhängung hoher Zuchthausstrafen. Ebeling organisierte unterdessen eine Protestkampagne im Ausland und versuchte, einen Zusammenschluss aller Emigranten der Jugendbewegung, auch der kirchlichen und politischen Jugendbewegung zu erreichen. Für die Geheime Staatspolizei wurde Ebeling dadurch zu einem „der größten Feinde des Nationalsozialismus“.

## Politische Ausrichtung des Jungnationalen Bundes
Der Junabu verstand sich als ein ausgesprochen politischer Jugendbund und bewegte sich im Spektrum der radikalen Rechten, ohne sich einer bestimmten Partei anschließen zu wollen. In seiner Anfangszeit war der Junabu von der DVP-Politikerin Katharina von Oheimb finanziell gefördert worden. Über Dähnhardt und den Theologen Friedrich Brunstäd, der als „geistiger Patron“ des Junabu galt, stand der Junabu dem christlich-sozialen Flügel der Deutschnationalen Volkspartei bzw. der Konservativen Volkspartei nahe. Enge Verbindungen bestanden außerdem zum Deutschnationalen Handlungsgehilfen-Verband, während Ebelings Jungnationaler Bund – Deutsche Jungenschaft zum Nationalbolschewismus gerechnet wird.
Ziel des Junabu war ein „Staat der Jugend“ aus bündischem Geist. Die Demokratie der Weimarer Republik wurde als destruktiv und volksfeindlich abgelehnt. Der Junabu propagierte stattdessen die Vorstellung einer „Volksgemeinschaft“, bei der die Arbeiterschaft in Staat und Gesellschaft integriert sein sollte. Außenpolitisch setzte sich der Bund für die „Überwindung des Versailler Vertrages“ ein. Unter Kayser etwa wurde ab 1928 zum zehnten Jahrestag des Waffenstillstands das Hissen einer Schwarzen Fahne auf allen Treffen und Lagern des Junabu als ein Zeichen des „Widerstandes und des Freiheitskampfes“ proklamiert. Der Junabu beteiligte sich auch federführend am „Protest der deutschen Jugend“ gegen den Young-Plan. Innenpolitisch lehnte der Junabu die parlamentarische Demokratie ab und vertrat Vorstellungen, die an Arthur Moeller van den Brucks Konzeption eines „Dritten Reiches“ angelehnt waren. Entgegen der Darstellung im einflussreichen Sammelwerk Werner Kindts machte sich der Junabu zugleich einen Rassenantisemitismus zu eigen und lehnte die Mitgliedschaft von Juden, die als „nicht von deutschem Blute“ angesehen wurden, prinzipiell ab.
Gleichzeitig bemühte sich der Junabu gemeinsam mit anderen Gruppierungen der Jugendbewegung um einen überbündischen politischen Zusammenschluss. Dähnhardt regte die Bildung eines Kontaktausschusses mit Vertretern anderer Jugendbünde an, den sogenannten Spandauer Kreis. Dieser Kreis löste sich auf, als sich der Junabu an den Protesten gegen den Young-Plan beteiligte.
In dem im Herbst 1928 von Karl Otto Paetel initiierten Arbeitsring junge Front waren neben Mitgliedern des Junabu auch Vertreter so unterschiedlicher Bünde wie der Deutschen Freischar, des Bundes Artam und des Bundes freier sozialistischer Jugend vertreten. Sympathien fand der Arbeitsring junge Front bei Hans Zehrer und Ernst Niekisch. Ziel war es, einen „antikapitalistischen Zusammenschluß von rechts bis links“ zu erreichen. Die von dem Arbeitskreis 1929 erarbeitete Definition von „Sozialismus“ lautete: „Sozialismus ist eine Gesinnung, eine menschliche Haltung, die im Wir statt im Ich denkt. Sozialisten wurden wir als Glieder der bündischen Jugend, deren Lebensgefühl kollektivistisch-sozialistisch ist.“ Doch obwohl der Arbeitsring bis 1933 in unterschiedlichen Formen weiter existierte und etwa ein Teil von Paetels Gruppe Sozialrevolutionärer Nationalisten wurde, scheiterte der versuchte Brückenschlag zwischen extremer Linken und extremer Rechten.
Die antikapitalistische Rhetorik vom „preußischen Sozialismus“ fand auch in der Hitlerjugend Widerhall. Gegen Ende der 1920er Jahre sahen außerdem einige Angehörige des Junabu die politische Zukunft im aufkommenden Nationalsozialismus liegen. Innerhalb der bündischen Jugend verlor gerade der Junabu immer wieder Mitglieder an die Hitlerbewegung; 1929 und 1930 kam es gar zu Massenübertritten, bei denen ganze Bezirke zu den NS-Jugendverbänden wechselten. Gotthart Ammerlahn etwa überführte 1929 mehrere Gruppen aus dem Gau Brandenburg des Junabu zunächst zu den nationalsozialistisch ausgerichteten Geusen und dann in die Hitlerjugend. Weitere führende Mitglieder der Hitlerjugend aus den Reihen des Junabu waren Friedrich Kopp und Artur Grosse. Auf der anderen Seite distanzierte sich der Junabu vom Nationalsozialismus als politischer Massenbewegung, die dem elitären Selbstverständnis des Junabu zuwiderlief. Walther Kayser äußerte sich 1929 gegenüber Hermann Schwemer:

„In vielen Teilen der nationalsozialistischen Bewegung lebt eine gewisse Neigung zum Fortschrittsoptimismus u. zur Weltverbesserung, zur Bilderstürmerei u. zum Hexenwahn, zum Aberglauben u. zur Zerstörungslust, die nicht weniger unfromm u. ungeschichtlich, entwurzelt und zersetzend ist als die feindliche [sic] Mächte des Liberalismus u. des Marxismus. Die deutsche Zukunft aber bedarf keines neuen Liberalismus mit nationalsozialistischem Vorzeichen u. keines umgestülpten Marxismus, sondern einer von wurzelhaft wesensandren Kräften getragenen konservativen Revolution aus Ehrfurcht u. Glauben, aus Überlieferung u. Wirklichkeit, aus Bindung u. Verantwortung.“

Dähnhardt formulierte 1929 programmatisch über die sogenannten „Jungen Rechten“:

„Die Ernst machen mit der jungen politischen Front, tun bereits still und schweigend Dienst in ihr. Sie sind eingegangen in das Werk der Reichswehr, in die Staatsverwaltung, in den auswärtigen Dienst, in die wirtschaftlichen und berufsständischen Korportationen, und sie sind verbunden in einem Geiste und einer Gesinnung. Noch weiß niemand, wer die Führer dieser Front sein werden, noch kennt niemand den Erfolg ihres Kampfes. Es gilt nichts anderes, als in die Zeit hineinzulauschen, den in ihr aufgegebenen Sinn zu erfüllen und damit das Schicksal herauszufordern.“

Vertreter des Junabu schlossen sich dem politischen Netzwerk an, das Reichskanzler Kurt von Schleicher zu knüpfen versuchte. Unter Schleicher beschäftigte sich das Reichswehrministerium nicht nur zunehmend mit Fragen, die über die eigentliche Ressortaufgaben weit hinausreichten, sondern suchte auch enge Beziehungen zur Jugendbewegung. Walter Kayser wurde als Mitarbeiter der Wehrmachtsabteilung angestellt. Über Dähnhardt pflegte das Reichswehrministerium eine ständige Verbindung zur Dachorganisation der Jugendverbände, dem Reichsausschuss der deutschen Jugendverbände. Über den Reichsausschuss wurden Anfang Oktober 1932 über die „jungen Leute“ Schleichers Kontakte zur Linken aufgenommen, die über den Geschäftsführer des Reichsausschusses, den Sozialdemokraten Hermann Maaß, liefen. Die Regierung Schleicher begründete außerdem zum 24. Dezember 1932 ein Notwerk der deutschen Jugend mit dem Ziel, arbeitslose Jugendliche zu beschäftigen und von weiterer politischer Radikalisierung abzuhalten.
Führende Mitglieder des Junabu machten während des Nationalsozialismus Karriere, Dähnhardt und Hövel etwa als Ministerialbeamte. Mitglieder des Junabu waren auch Karl Nabersberg, Karl Heinz Pfeffer, Werner Koeppen und Werner Best. Aus den Reihen des Junabu stammten aber auch spätere Widerstandskämpfer wie Hans-Alexander von Voss.

## Positionen der Jungnationalen Stimmen
In der 1926 in Zusammenarbeit mit der Deutschen Akademischen Gildenschaft gegründeten Verbandszeitschrift Jungnationale Stimmen veröffentlichten unter der Schriftleitung von Rudolf Craemer bzw. Heinrich Freiherr von Stackelberg (1932) verschiedene sich „jungnational“ verstehende Intellektuelle wie Heinz-Dietrich und Wieland Wendland, Karl Bernhard Ritter, Hans Joachim Iwand, Hans Dombois, Albrecht Erich Günther, Theodor Schieder, Karl Brandi und Arnold Bergstraesser.
Der Spiritus rector des Junabu, Friedrich Brunstäd, vertrat die Ansicht, in England, Frankreich und Amerika habe sich eine materialistische, individualistische und rationalistische Denkungsart in der Propagierung der parlamentarischen Demokratie praktisch niedergeschlagen. Er setzte dagegen einen „deutschen Staatsgedanken“, unter dem er die „Erhaltung der sittlichen Gemeinschaft des Volkstums als dem Boden“ verstand, in dem jede einzelne Existenz wurzele. Auch Heinz-Dietrich Wendland wandte sich gegen eine angeblich fortschreitende Amerikanisierung durch Übernahme des Leitgedankens der Demokratie und wollte das Staatsdenken stattdessen auf dem Boden der lutherischen Reformation sehen. In seinem Aufsatz „Die jungnationale Bewegung im Zusammenhang der Sozialgeschichte der Jugendbewegung“ formulierte er, der Bund sei nur „Vorbild eines Letzten, einer geistig-religiösen Gemeinschaft, des kommenden ‚dritten‘ oder ‚neuen‘ Reiches, eines göttlichen Reiches auf Erden. Das Sozialideal der Jugendbewegung ist, ob sie es weiß oder nicht weiß, letzten Endes religiös gefärbt.“ „Die innerste Einheit von Politik und Religion“ sei „das Wesen des jungnationalen Menschen“.
Wendland stimmte auch der Parlamentarismuskritik Carl Schmitts zu, während Albrecht Erich Günther in einem Aufsatz „Putsch und Revolution“ in den Jungnationalen Stimmen 1928 postulierte, die Jugendbewegung stünde „der Republik von Weimar nicht als einer jungen Kraft gegenüber“, sondern „als der kraftlosen und der gegenwärtigen Wirklichkeit völlig unangemessenen Prägung einer ehemals ehrwürdigen, nun aber versinkenden Staatsidee“. Giselher Wirsing formulierte im ostpolitischen Schwerpunktheft der Jungnationalen Stimmen 1930 zudem erste Grundsätze eines völkisch-revisionistischen Geschichtsverständnisses. Er forderte im Rekurs auf Karl Haushofers rassische Grenzlehre und auf den Gedanken deutscher Ostkolonisation im Mittelalter eine deutsche Irredenta im zwischeneuropäischen Raum, die große Teil des polnischen Staates und das Baltikum umfassen sollte.